# Liselotte Nold
Elisabeth Charlotte („Liselotte“) Nold (* 22. April 1912 in München; † 5. Juli 1978 in Nürnberg; geborene Sammetreuther) war eine deutsche Sozialarbeiterin.

## Werdegang
Die Pfarrersfrau Nold begann kurz vor dem Tod ihres Mannes 1942 für den Bayerischen Mütterdienst (BMD) der Evangelisch-Lutherischen Kirche zu arbeiten. 1955 wurde sie stellvertretende Vorsitzende, 1965 übernahm sie von der Gründerin des BMD Antonie Nopitsch den geschäftsführenden Vorsitz. Sie prägte die kirchliche Frauenarbeit nachhaltig. Die Mütterschulen wandelte sie zu Familienbildungsstätten um. 1975 gründete sie die Bundesarbeitsgemeinschaft evangelischer Familien-Bildungsstätten (BAG) und war Gründungsmitglied der Arbeitsgemeinschaft evangelischer Erwachsenen-Bildung (AEEB) in Bayern.

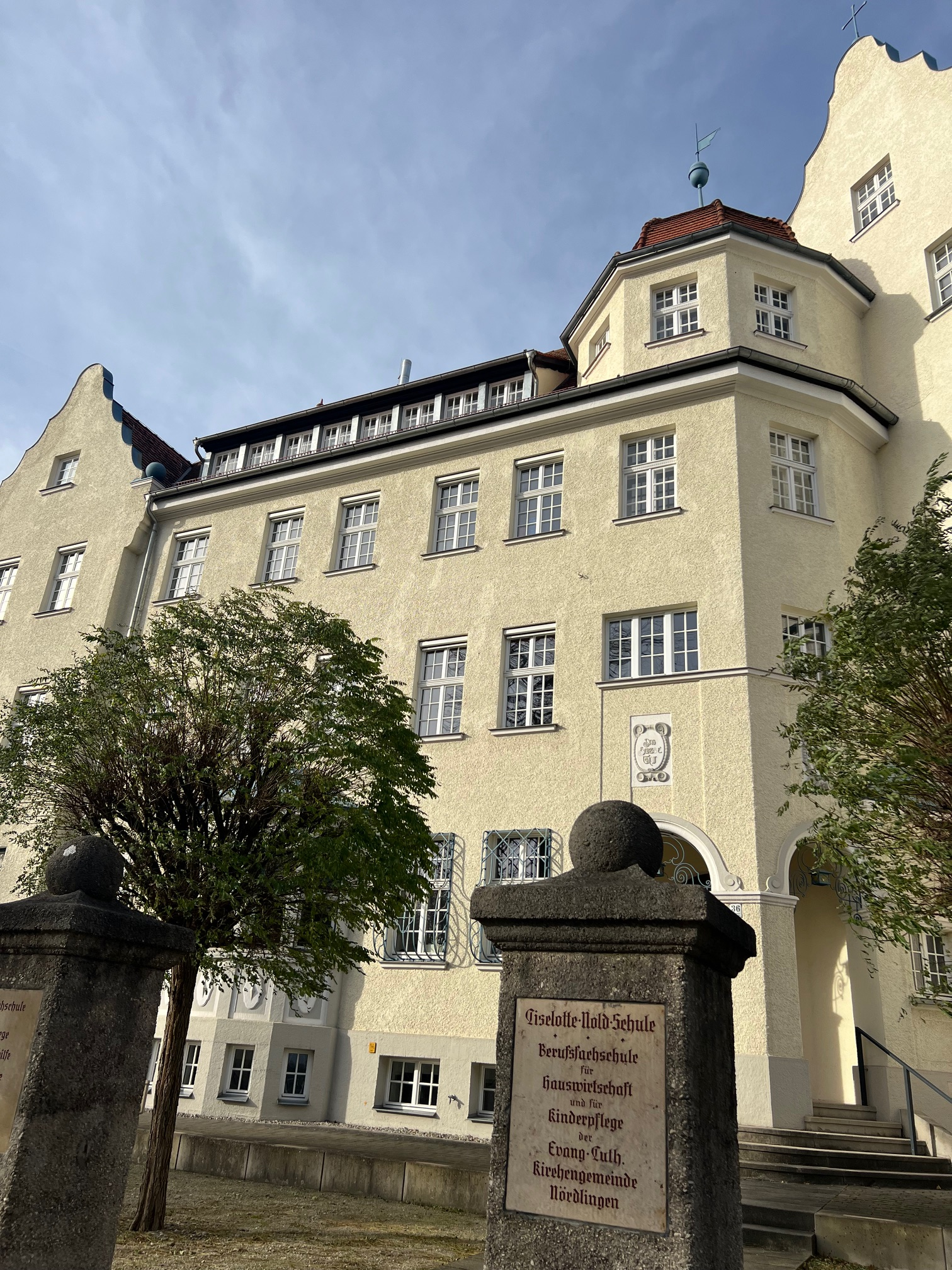
Liselotte-Nold-Schule in Nördlingen

Daneben war sie 27 Jahre Leiterin des Laetare-Verlags. Im Jahr 1969 war sie die erste Frau, die das Wort zum Sonntag im Fernsehen sprach.

## Ehrungen
- 1973: Großes Verdienstkreuz der Bundesrepublik Deutschland[2]
- Bayerischer Verdienstorden
- Ehrendoktorin der Theologischen Fakultät der Universität München
- 1983: Benennung der Liselotte-Nold-Schule in Nördlingen